# 헨리 루스

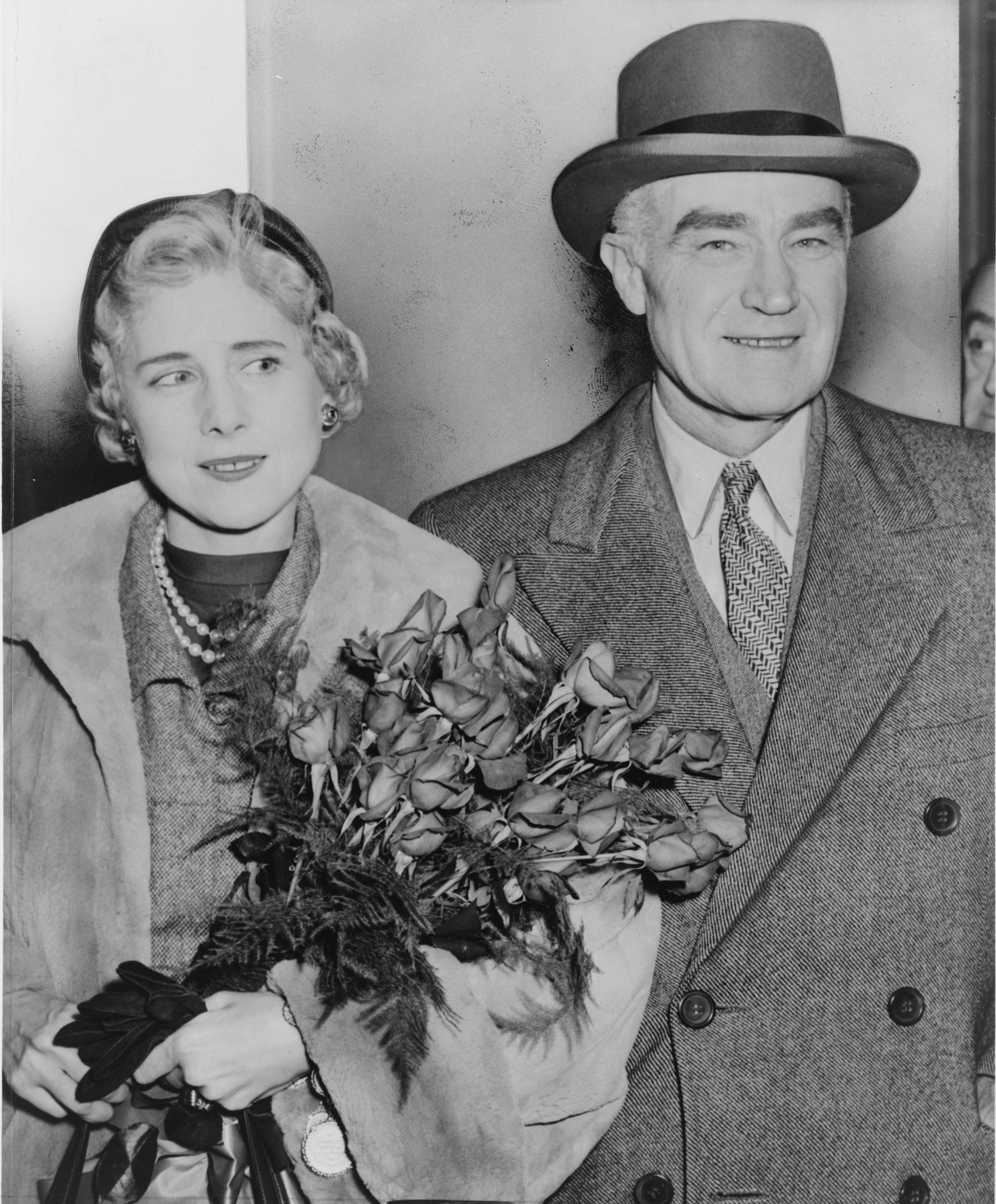
헨리 루스와 그의 아내 (1954년)

헨리 루스(Henry Robinson Luce, 1898년 4월 3일 ~ 1967년 2월 28일)는 미국의 잡지 발행인이자 출판업자이다.
1898년 4월 3일 중국 산둥성의 장로교 선교사의 아들로 1912년 미국으로 건너왔다. 예일 대학교에 재직할 당시 1923년 그의 동창이던 브리턴 헤이든과 함께 당시 미국 주요 신문들과 잡지들이 해외 뉴스를 거의 외면하고 있는 것을 착안해 세계 뉴스를 분야별로 요약, 보도, 논평하는 뉴스 잡지 《타임》을 창간했다.
《타임》은 창간 5년 만에 흑자를 내고 기존 미국 사회의 신문과 잡지계에 큰 파장을 불러일으켰다. 1930년 미국의 격주간 종합 경제지 《포춘》과 1936년 사진 중심의 미국의 대표적 주간 그래프지 《라이프》를 창간했다.
특히 《라이프》는 제2차 세계 대전 보도로 큰 빛을 발했고 이후 포토저널리즘의 범위를 확장하는데 큰 기여를 했다. 1952년 주부용 잡지 《하우스 앤드 홈》과 1954년 《스포츠 일러스트레이티드》 등을 발행했다.
그는 장로교파에 속하는 공화당원이었고 자신의 잡지들을 보수주의의 목소리로 활용했다. 편집에 강압적으로 관여하는 그의 스타일로 베니토 무솔리니에 비유한 '일 루체(Il Luce)'란 별명이 생겼다.
1972년에 폐간된 《라이프》를 제외하고는 그의 잡지 왕국은 건재했고, 계속해서 새로운 잡지들을 더하고 신사업에 진출했다. 1989년 워너 커뮤니케이션과 합병해 타임 워너가 되었다가 2014년 타임 주식회사로 분사되었다.